# Toploader
Toploader er et britisk rockband fra Eastbourne, der blev dannet i 1997. De er bedst kendt for deres coverversion af King Harvests sang "Dancing In The Moonlight" fra deres debutalbum Onka's Big Moka. Gruppen blev opløst i 2003 men blev gendannet i 2009.

## Diskografi

### Studiealbums
| År   | Album detaljer | Højeste hitlisteplacering | Certificering     |
| År   | Album detaljer | UK                        | Certificering     |
| ---- | --- | ------------------------- | ----------------- |
| 1999 | Onka's Big Moka - Udgivet: 22. maj 2000 - Pladeselskab: S2 Records - Format: CD, Kassette                          | 4                         | - UK: 3× Platinum |
| 2002 | Magic Hotel - Udgivet: 19. august 2002 - Pladeselskab: S2 Records - Format: CD, ckassette, vinyl, digital download | 3                         |                   |
| 2011 | Only Human - Released: 6. juni 2011 - Pladeselskab: Underdogs Music - Format: CD, digital download                 | —                         |                   |

### Opsamlingsalbum
| År   | Album detaljer |
| ---- | --- |
| 2009 | Dancing in the Moonlight - The Best of Toploader - Udgivet: 9 March 2009 - Pladeselskab: Sony CMG - Format: CD, digital download |

### Singler
| År   | Single                                  | Peak chart positions | Album           |
| År   | Single                                  | UK                   | Album           |
| ---- | --------------------------------------- | -------------------- | --------------- |
| 1999 | "Achilles Heel"                         | 64                   | Onka's Big Moka |
| 1999 | "Let the People Know"                   | 52                   | Onka's Big Moka |
| 2000 | "Dancing in the Moonlight"              | 19                   | Onka's Big Moka |
| 2000 | "Achilles Heel" (re-release)            | 8                    | Onka's Big Moka |
| 2000 | "Just Hold On"                          | 20                   | Onka's Big Moka |
| 2000 | "Dancing in the Moonlight" (re-release) | 7                    | Onka's Big Moka |
| 2001 | "Only for a While"                      | 19                   | Onka's Big Moka |
| 2002 | "Time of My Life"                       | 18                   | Magic Hotel     |
| 2002 | "Some Kind of Wonderful"                | 76                   | Magic Hotel     |
| 2011 | "Never Stop Wondering"                  | —                    | Only Human      |
| 2011 | "A Balance to All Things"               | —                    | Only Human      |
| 2011 | "She Said"                              | —                    | Only Human      |
| 2013 | "This Is The Night"                     | —                    |                 |